# Aconitina
La aconitina es el pseudoalcaloide principal del acónito (Aconitum), de donde proviene su nombre. Tiene la capacidad de abrir los canales de sodio (Na+
) de las células nerviosas y musculares.
Su fórmula es C
34H
47NO
11, es soluble en cloroformo o en benceno y ligeramente en alcohol etílico o en éter, y muy poco soluble en agua.

## Uso terapéutico
Ha sido utilizada como medicación antiarrítmica y para combatir neuralgias del trigémino.[cita requerida]

## Toxicidad

### Exposición
Es una sustancia que está presente en los ranúnculos, generalmente con mayor concentración en la raíz o el tallo. La principal fuente de intoxicaciones es Aconitum napellus, que puede contaminar accidentalmente infusiones de hierbas no tóxicas. Bastan 2 mg de sustancia para provocarle la muerte a un ser humano adulto. Fue utilizado por los antiguos chinos como veneno, impregnado en las flechas.
La aconitina se absorbe rápidamente a través de las membranas mucosas aunque, al aplicarse externamente, puede absorberse por la piel, provocando intoxicación sistematizada.[cita requerida]

### Sintomatología
Pocos minutos después del comienzo de la ingestión de una dosis elevada de aconitina se evidencia parestesia, aparecen luego sensación de anestesia, sudoración profusa y enfriamiento del cuerpo, náuseas, vómitos y otros síntomas similares. A veces hay dolor intenso, acompañado de calambres o diarrea. Se produce sensación de quemadura, entumecimiento y picor de lengua, labios, faringe y manos, visión borrosa, pulso lento y débil con caída de la presión arterial, dolores torácicos, respiración entrecortada, convulsiones y posterior muerte por paro respiratorio o fibrilación ventricular.

### Tratamiento
En vista de que no hay antídoto, el tratamiento suele ser dirigido a los síntomas. Se trata de evacuar el tóxico dando vomitivos y realizando un lavado de estómago. Se indican reposo absoluto y envolturas calientes. Se considera que si el paciente sobrevive a las primeras 24 h, entonces el pronóstico será favorable.
Tradicionalmente una intoxicación conocida por aconitina se trata con medicamentos como la atropina, estricnina o barakol, aunque no está claro que alguno de ellos sea efectivo. Algunas otras toxinas, como la tetrodotoxina, que se unen al sitio de destino de la aconitina, pero tienen acciones opuestas, pueden reducir los efectos del veneno, pero son de por sí tan tóxicas que igualmente pueden inducir la muerte del sujeto. Se utiliza digitalina para contrarrestar la depresión miocárdica. Fármacos antiarrítmicos como la lidocaína, usada clínicamente para el tratamiento de ritmos cardíacos inusuales, también bloquea los canales de sodio, sin embargo, solo existe un informe de tratamiento exitoso por intoxicación accidental de aconitina con este medicamento.
Para confirmar el diagnóstico de intoxicación de víctimas hospitalizadas, se pueden medir las concentraciones de la sustancia en el suero sanguíneo u orina. Hasta 2008, se han hallado niveles altos en la sangre post mortem de al menos 5 casos fatales.